# Students for Liberty

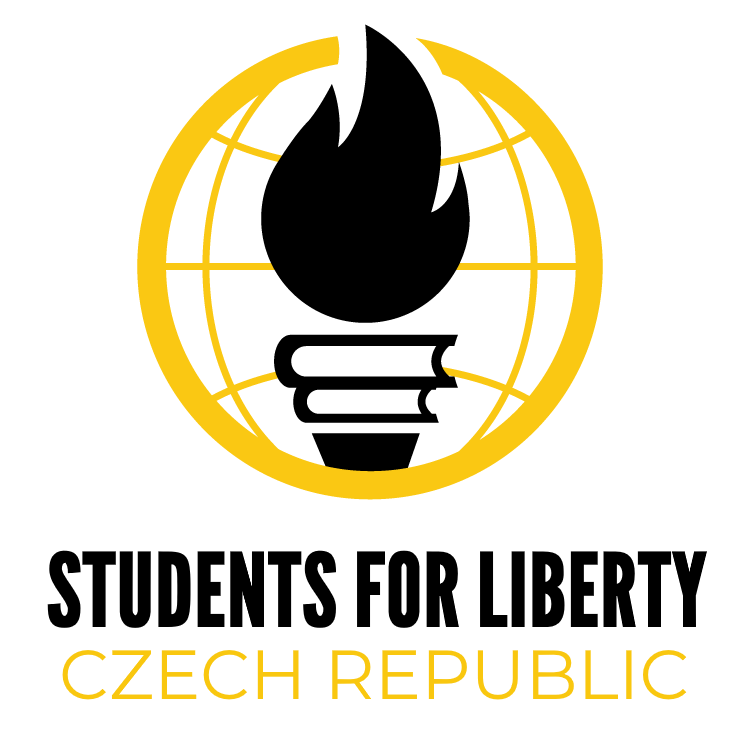
Logo

Die Students For Liberty (SFL) sind ein weltweites Netzwerk von Studentengruppen, die sich selbst als „klassisch liberal“ oder „libertär“ bezeichnen. Maßgeblich ist dabei die „social change theory“ des Ökonomen und Sozialphilosophen Friedrich August von Hayek. Die Schwerpunkte liegen hier vor allem in individueller, ökonomischer und akademischer Freiheit. SFL bezeichnet sich selbst als junge Graswurzelbewegung mit einem Big Tent. Neben der maßgeblichen Theorie des Social Change finden sich Vertreter unterschiedlicher liberaler Ausrichtungen in der Organisation.
Den Schwerpunkt ihrer Arbeit bilden Konferenzen, Webinars und die Verbreitung von Publikationen sowie die Förderung der Aktivitäten und Vernetzung ihrer Mitgliedsgruppen in der ganzen Welt. Es bestehen mehrere Untergruppierungen: neben den SFL in den USA und Kanada gibt es die European Students for Liberty; die in Mittel- und Südamerika tätigen Estudiantes por la Libertad und die Estudantes Pela Libertade; die African Students for Liberty; die South Asian Students for Liberty; die Australia/New Zealand Students for Liberty; sowie ein Aufbauteam für die Asian Students for Liberty. Derzeit sind etwa 1770 Studentengruppen dem Netzwerk angeschlossen. 2014/15 fanden in der ganzen Welt insgesamt 58 SFL-Konferenzen mit 10700 Teilnehmern statt.
Die Soziologin Liana Gamber-Thompson beschreibt die Students for Liberty als eingebettet in die Finanzierungs- und Unterstützungsstrukturen des institutionalisierten Libertarismus. So stellen das Ayn-Rand-Institut, das Cato Institute und die Foundation for Economic Education Bücher zur Weiterverbreitung zur Verfügung. Zusammen mit der Atlas Economic Research Foundation wurden drei Bücher veröffentlicht, die Foundation sponserte außerdem internationale Schreibwettbewerbe und die Gründung eines afrikanischen Ablegers von SFL. Stiftungen der Brüder  Charles und David Koch finanzierten Reisen zu SFL-Veranstaltungen.

## Geschichte
Im Jahr 2007 entstand auf der „Koch-Sommerakademie“, einer vom Charles Koch Institut finanzierten Praxisphase des Institute for Humane Studies, die Idee, sich als „libertär“ verstehende Studenten in den USA besser zu vernetzen. 2008 wurden dazu die Students for Liberty von Alexander McCobin und Sloane Frost gegründet. Eine erste Konferenz im Februar 2008 brachte etwa 100 Teilnehmer an die Columbia University in New York. An der Internationalen Konferenz 2015 in Washington nahmen 1700 Studenten aus der ganzen Welt teil. Seitdem sind die Students for Liberty zu einem globalen Netzwerk gewachsen mit Lokalgruppen in Ländern wie Brasilien, Tanzania, Nigeria und Russland.

## European Students for Liberty
Seit 2011 sind die Students for Liberty auch in Europa aktiv. In Leuven fanden im November 2011 und im März 2013 zwei europaweite Konferenzen mit über 350 Teilnehmern statt, im Frühjahr 2014 und 2015 wurden die Konferenzen in Berlin abgehalten, zur fünften Konferenz in Prag im März 2016 kamen über 900 Teilnehmer aus rund 30 Ländern. Daneben gab es in verschiedenen Städten auch Regionalkonferenzen mit bis zu 320 Teilnehmern. Im Januar 2016 sind 260 Studentengruppen Teil der European Students for Liberty.

## ESFL Deutschland
Die Students for Liberty gibt es in Deutschland seit 2011. Seit 2016 haben sie ein eigenes Executive Board und auch ein eigenes Magazin mit dem Namen Der Freydenker (vormals Peace Love Liberty), welches einmal jährlich in Deutschland, Österreich und der Schweiz erscheint. Chefredakteur ist Max Molden. 2017 und 2018 fand die Regionalkonferenz der Students for Liberty Deutschland in den Räumlichkeiten der Friedrich-Schiller-Universität Jena statt, was von Protesten diverser linker Gruppen begleitet wurde, die sich unter dem Namen Students for Solidarity zu einer Gegenkundgebung zusammenschlossen. In ihrem Aufruf warfen sie den Students for Liberty vor, eine rassistische, antifeministische, faschistische und klimafeindliche Organisation zu sein. Diese Vorwürfe wurden von den Students for Liberty als haltlose Verunglimpfungen kritisiert. Inhalt der unter dem Slogan Freiheit Unternehmen organisierten Konferenz waren Vorträge und Podiumsdiskussionen zur Meinungsfreiheit, Legalisierung von Drogen, Unternehmertum, Political Correctness und Cryptowährungen, sowie ein Vortrag von Roland Jahn über den Kampf für die Freiheit. Auslöser der Proteste war vermutlich die stark prokapitalistische Ausrichtung der Konferenz sowie die Anwesenheit kontroverser Persönlichkeiten wie Rainer Zitelmann und das Sponsoring durch EIKE e.V. und andere Gruppen der organisierten Klimawandelleugnung. Greenpeace USA bezeichnete das Netzwerk als Frontgruppe von Koch Industries.

## Veröffentlichungen
- The Morality of Capitalism (2011) mit Beiträgen von Tom G. Palmer, Mario Vargas Llosa, Vernon Smith, Deirdre McCloskey u. a.
- After the Welfare State (2012) mit Beiträgen von Tom G. Palmer, Johan Norberg u. a.
- Why Liberty (2013) mit Beiträgen von Tom G. Palmer, John Stossel u. a.
- Peace, Love, Liberty (2014) mit Beiträgen von Tom G. Palmer, Steven Pinker, Robert McDonald u. a.